# Setter irlandese rosso-bianco
Il Setter irlandese bianco-rosso condivide le stesse origini del Setter irlandese e, a parte la colorazione del mantello, sono pochi i caratteri che distinguono le due razze.
Poco diffuso al di fuori dell'Irlanda e della Gran Bretagna.